# آل فيراري
آل فيراري (بالإنجليزية: Al Ferrari)‏ مواليد 06 يوليو 1933 في نيويورك - الوفاة 02 مايو 2016، كان لاعب كرة سلة أمريكي. بدأ مسيرته الاحترافية في سنة 1955. تم اختياره من قبل فريق أتلانتا هوكس خلال الدرافت. بلغ طوله 6 قدم 4 بوصة (1.9 م). اعتزل اللعب في 1963. لعب مع أتلانتا هوكس وواشنطن ويزاردز.

## روابط خارجية
- آل فيراري على موقع إن بي أي (الإنجليزية)
- آل فيراري على موقع سبورتس رفرنس (الإنجليزية)
- آل فيراري على موقع كلية كرة السلة في سبورتس رفرنس.كوم (الإنجليزية)
- آل فيراري على موقع ريلجم (الإنجليزية)
- آل فيراري على موقع بروبوليرز (الإنجليزية)